# Spiralna opruga
Spiralna opruga izrađuje se od žice s kružnim ili pravokutnim presjekom, najčešće u obliku Arhimedove spirale, tako da je razmak među zavojima jednak (konstantan). Upotrebljavaju se u mehaničkim satovima, povratnim mehanizmima kazaljki električnih mjernih instrumenata, elastičnim spojkama i tako dalje. Te su opruge opterećene zakretnim momentom, gdje je sila ona sila kojom se opruga navije radi akumuliranja energije. Ta sila, već prema izvedbi, može imati hvatište na vanjskom ili na unutarnjem kraju opruge.
Za izradu spiralnih opruga najčešće se upotrebljavaju okrugla žica za opruge prema DIN 17 223 i čelične trake od toplo valjanog čelika za opruge prema DIN 17 211. Krajevi spiralnih opruga vođeni su s odgovarajućim nastavcima, pri čemu opterećenje djeluje samo na vanjskom ili samo na unutarnjem kraju. Pri opterećenju opruge pojedini navoji jednakomjerno se pomiču prema središtu opruge, tako da razmak između navoja ostaje čitavo vrijeme jednak za sve navoje. Ovisno o broju navoja i udaljenosti među njima, takva opruga može se okrenuti za vrlo velike kutove (i za više navoja). Pri tome među navojima mora još uvijek ostati određena zračnost jer bi u slučaju doticanja navoja nastali preveliki gubici zbog trenja.

## Nemirnica
Nemirnica je sklop ili mehanizam koji se koristi u preciznoj mehanici a sastoji se od spiralne opruge i zamašnjaka, a po zadaći su dinamički spremnici jer pri njihanju pretvaraju potencijalnu energiju u kinetičku energiju i obratno. Zamašnjak nemirnice može biti s dvama, trima ili četirima palcima. Spiralna opruga ima stalan razmak između zavoja i kružan (češće) ili pravokutan poprječni presjek. Zamašnjak, obično s trima, a rjeđe dvama ili četirima palcima, može biti izrađen od bronce ili mjedi, a spiralna opruga od bronce ili čelika za opruge legiranoga s Ni, Cr, W i Mn. Preporučuje se berilijska bronca. Nemirnicu s obama elementima od berilijske bronce, popularno nazivaju jednomaterijalnom.